# 鈴木道彦
鈴木 道彦（すずき みちひこ、1929年4月26日 - 2024年11月11日）は、日本のフランス文学者。獨協大学名誉教授。金嬉老「特別弁護団」のひとり。鈴木信太郎 (フランス文学者)の子。

## 経歴
出生から修学期
1929年、フランス文学者の鈴木信太郎の子として東京で生まれた。東京大学文学部仏文科で学び、1953年に卒業。同大学大学院へ進学。
フランス文学研究者として
卒業後は、一橋大学助教授となり、後に教授昇格。その後獨協大学教授。プルースト『失われた時を求めて』の完訳に取り組み、1992年に抄訳を刊行したところ評判を呼んだ。後に完訳版は1996年から2001年にかけて集英社より刊行した。完訳としては、井上究一郎に続く2人目の個人完訳であった。
2024年11月11日、慢性心不全のため死去。95歳没。

## 受賞・栄典
- 2002年：読売文学賞を受賞。『失われた時を求めて』(集英社)完訳に対して[4]、日本翻訳文化賞受賞[1]。
- 2022年：日本翻訳出版文化賞を共同受賞。海老坂武ほかとのジャン＝ポール・サルトル著『家の馬鹿息子　ギュスターヴ・フローベール論』(全5巻)翻訳に対して。

## 研究内容・業績
専門はフランス文学。若い頃はサルトルに傾倒し、市民の政治参加に関する評論を多く書いていた。プルースト『失われた時を求めて』ほか多数の作品の翻訳を手掛けた。

### 金嬉老事件について
1968年、金嬉老事件が起こると、銀座東急ホテルで「金さんへ」という呼びかけで始まる文書をとりまとめて、後日文化人・弁護士5人がその文書を吹き込んだテープを持って、金嬉老を訪ね会見した。

## 家族・親族
- 父：鈴木信太郎もフランス文学者。東京大学教授を務めた。息子による父・信太郎の評伝『フランス文学者の誕生：マラルメへの旅』(2014)がある。
- 兄：鈴木成文は建築計画学の研究者。

## 著作

### 著書
- 『サルトルの文学』紀伊国屋新書 1963
  - 復刻 1994年
- 『アンガージュマンの思想』晶文社 1969
- 『政治暴力と想像力』現代評論社 1970
- 『プルースト論考』筑摩書房 1985
- 『異郷の季節』みすず書房 1986
  - 新装版 2007年
- 『プルーストを読む』集英社新書 2002
- 『越境の時：1960年代と在日』集英社新書 2007
- 『マルセル・プルーストの誕生：新編プルースト論考』藤原書店、2013.10
- 『フランス文学者の誕生：マラルメへの旅』筑摩書房 2014[5]
- 『余白の声：文学・サルトル・在日(鈴木道彦講演集)』閨月社 2018
- 『私の1968年』閏月社 2018.10

### 共著・編著
- 『サルトルの全体像：日本におけるサルトル論の展開』竹内芳郎共編、ぺりかん社, 1966
- 『脱走兵の思想：国家と軍隊への反逆』小田実・鶴見俊輔共編著、太平出版社 1969
- 『サルトルとその時代』海老坂武・浦野衣子共編著、人文書院 1971
- 『新初等フランス語文法』恒川邦夫共著、朝日出版社 1982

### 訳書
- ジャン・ミュレール『太陽の影：アルジェリア出征兵士の手記』二宮敬・小林善彦共訳、青木書店, 1958
- ジュール・ロワ『アルジェリア戦争：私は証言する』岩波新書, 1961
- 『プルースト』(世界の文学 32) 中央公論社 1966
  - 『プルースト』(世界文学全集28) 集英社 1973、新編1980[6]
- フランツ・ファノン『地に呪われたる者』「ファノン著作集」浦野衣子共訳、みすず書房 1969
  - 選書化 みすず書房(みすずライブラリー) 1996
  - 新装版 みすず書房 2015
- サルトル『シチュアシオン』分担訳「全集 9-11,22,30-32,36-38」人文書院 1962-
- 『反逆は正しい：自由についての討論』サルトル,フィリップ・ガヴィ,ピエール・ヴィクトール／海老坂武共訳、人文書院, 1975
- 『プルースト文芸評論』筑摩叢書, 1977
- ジャン＝ポール・サルトル『家の馬鹿息子（フランス語版）：ギュスターヴ・フローベール論』(全5巻) 、人文書院 1982-2021

1. 1～3巻　平井啓之・鈴木道彦・海老坂武・蓮実重彦共訳
2. 4、5巻 鈴木道彦・海老坂武監訳、澤田直・黒川学・坂井由加里共訳

- 『ジャン・サントゥイユ（英語版） プルースト全集 11・12』 保苅瑞穂と共訳、筑摩書房 1985
- プルースト『抄訳版 失われた時を求めて』集英社 全2巻 1992
  - 改訂・集英社文庫 全3巻 2002
- 『失われた時を求めて』全13巻、集英社 1996-2001
  - 集英社文庫 2006-2007、再版 2017
- マルト・スガン＝フォント編・画『プルーストの花園』集英社 1998
- サルトル『植民地の問題』人文書院 2000
- サルトル『哲学・言語論集』人文書院 2001
- サルトル『嘔吐』人文書院 2010